# Guilford (Maine)
Guilford ist eine Town im Piscataquis County des Bundesstaates Maine in den Vereinigten Staaten. Im Jahr 2020 lebten dort 1267 Einwohner in 792 Haushalten auf einer Fläche von 92,49 km².

## Geographie
Nach dem United States Census Bureau hat Guilford eine Gesamtfläche von 92,49 km², von der 90,34 km² Land sind und 2,15 km² aus Gewässern bestehen.

### Geographische Lage
Guilford liegt im Süden des Piscataquis Countys. Der Piscataquis River fließt in östliche Richtung und bildet die südliche Grenze des Gebietes. Im Nordwesten liegt der First Davis Pond, im Nordosten der Big Bennett Pond, zentral der Salmon Stream Pond und der Dunham Pond liegt im Osten der Town. Die Oberfläche ist leicht hügelig, die höchste Erhebung ist der 387 m hohe Guilford Mountain.

### Nachbargemeinden
Alle Entfernungen sind als Luftlinien zwischen den offiziellen Koordinaten der Orte aus der Volkszählung 2010 angegeben.
- Norden: Willimantic, 11,3 km
- Nordosten: Bowerbank, 14,9 km
- Osten: Dover-Foxcroft, 12,0 km
- Süden: Sangerville, 7,4 km
- Südwesten: Parkman, 12,7 km
- Westen: Abbot, 12,0 km
- Nordwesten: Monson, 16,1 km

### Stadtgliederung
In Guilford gibt es mehrere Siedlungsgebiete: Dunham Corner, Edes Corner, Guilford, Guilford Center, Lows Bridge, North Guilford und Sangerville.

### Klima
Die mittlere Durchschnittstemperatur in Guilford liegt zwischen −12,2 °C (10 °F) im Januar und 18,3 °C (65 °F) im Juli. Damit ist der Ort gegenüber dem langjährigen Mittel der USA um etwa 9 Grad kühler. Die Schneefälle zwischen Oktober und Mai liegen mit bis zu zweieinhalb Metern mehr als doppelt so hoch wie die mittlere Schneehöhe in den USA; die tägliche Sonnenscheindauer liegt am unteren Rand des Wertespektrums der USA.

## Geschichte

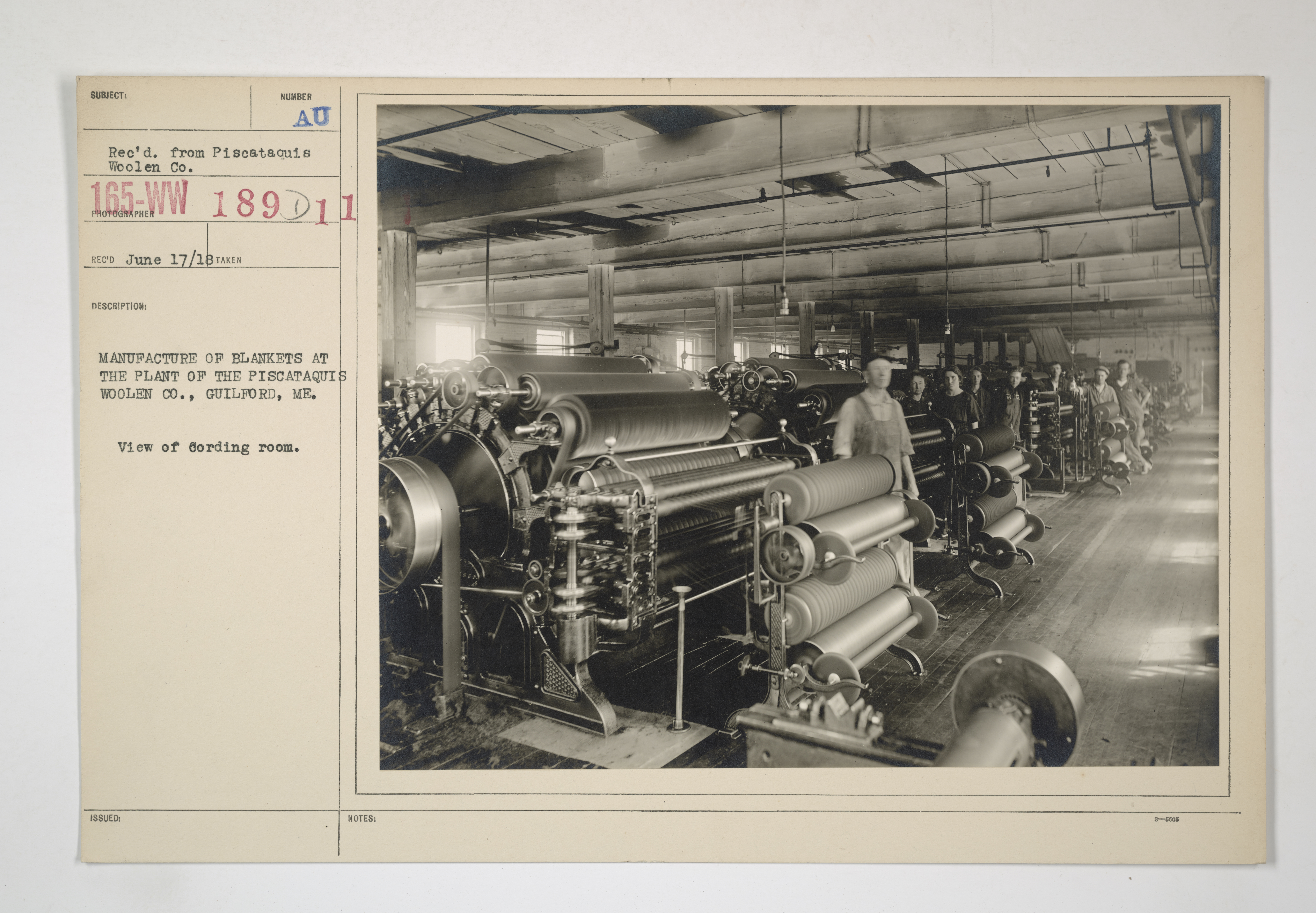
Piscataquis Woolen Co.

Guilford wurde zunächst im Bereich des Piscataquis River besiedelt. Dort wurde auch eine Wollfabrik gegründet, in der etwa 625 m Tuch täglich produziert wurden, sowie weitere Wassermühlen für Holz und Getreide.
Guilford gehörte zu den Gebieten, die zum Grant des Bowsoin Colleges gehörten. Frühere Namen des Gebietes waren: Township No. 6, Seventh Range North of Waldo Patent [T6 R7 NWP], one of the Bowdoin College townships, Guilford Township und Lowstown.
Der erste Siedler in Guilford war Robert Low Jr., der sich im Jahr 1806 mit seiner Familie dort nieder ließ. Weitere Siedler erreichten kurze Zeit später das Gebiet. Als Town wurde Guilford am 8. Februar 1816 organisiert. Die Bewohner sprachen sich für den Namen Fuvanna aus, doch durch die Regierung wurde Guilford festgelegt.

### Einwohnerentwicklung
| Volkszählungsergebnisse – Town of Guilford, Maine | Volkszählungsergebnisse – Town of Guilford, Maine | Volkszählungsergebnisse – Town of Guilford, Maine | Volkszählungsergebnisse – Town of Guilford, Maine | Volkszählungsergebnisse – Town of Guilford, Maine | Volkszählungsergebnisse – Town of Guilford, Maine | Volkszählungsergebnisse – Town of Guilford, Maine | Volkszählungsergebnisse – Town of Guilford, Maine | Volkszählungsergebnisse – Town of Guilford, Maine | Volkszählungsergebnisse – Town of Guilford, Maine | Volkszählungsergebnisse – Town of Guilford, Maine |
| Jahr                                              | 1800                                              | 1810                                              | 1820                                              | 1830                                              | 1840                                              | 1850                                              | 1860                                              | 1870                                              | 1880                                              | 1890                                              |
| ------------------------------------------------- | ------------------------------------------------- | ------------------------------------------------- | ------------------------------------------------- | ------------------------------------------------- | ------------------------------------------------- | ------------------------------------------------- | ------------------------------------------------- | ------------------------------------------------- | ------------------------------------------------- | ------------------------------------------------- |
| Einwohner                                         |                                                   |                                                   | 325                                               | 655                                               | 892                                               | 834                                               | 837                                               | 818                                               | 881                                               | 1023                                              |
| Jahr                                              | 1900                                              | 1910                                              | 1920                                              | 1930                                              | 1940                                              | 1950                                              | 1960                                              | 1970                                              | 1980                                              | 1990                                              |
| Einwohner                                         | 1544                                              | 1680                                              | 1687                                              | 1735                                              | 1752                                              | 1842                                              | 1880                                              | 1694                                              | 1793                                              | 1710                                              |
| Jahr                                              | 2000                                              | 2010                                              | 2020                                              | 2030                                              | 2040                                              | 2050                                              | 2060                                              | 2070                                              | 2080                                              | 2090                                              |
| Einwohner                                         | 1531                                              | 1521                                              | 1267                                              |                                                   |                                                   |                                                   |                                                   |                                                   |                                                   |                                                   |

## Kultur und Sehenswürdigkeiten

### Bauwerke
In Guilford wurden drei Bauwerke unter Denkmalschutz gestellt und ins National Register of Historic Places aufgenommen.
- Guilford Memorial Library, 1986 unter der Register-Nr. 86002107.[10]
- H. Hudson Law Office, 1979 unter der Register-Nr. 79000162.[11]
- Straw House, 1982 unter der Register-Nr. 82000776.[12]

## Wirtschaft und Infrastruktur

### Verkehr
Die Maine State Route 6 führt im Süden parallel zum Piscataquis River in westöstlicher Richtung durch das Gebiet von Guilford. In nordsüdlicher Richtung verläuft entlang der westlichen Grenze der Town die Maine State Route 150.
Guilford liegt an der Bahnstrecke Old Town–Greenville, auf der heute nur noch Güter befördert werden.

### Öffentliche Einrichtungen
In Guilford gibt es keine medizinischen Einrichtungen oder Krankenhäuser. Die nächstgelegenen befinden sich in Dexter und Dover-Foxcroft.
In Guilford befindet sich die Guilford Memorial Library  in der Library Street.

### Bildung
Guilford gehört mit Abbot, Cambridge, Parkman, Sangerville und Wellington zum MSAD 04.
Im Schulbezirk werden folgende Schulen angeboten:
- Piscataquis Community Elementary School in Guilford mit den Schulklassen von Pre-Kindergarten bis Klasse 8
- Piscataquis Community High School in Guilford mit den Schulklassen von Klasse 9 bis 12